# Campionati europei di bob 1976
I Campionati europei di bob 1976, undicesima edizione della manifestazione organizzata dalla Federazione Internazionale di Bob e Skeleton, si sono disputati dal 21 al 29 febbraio 1976 a Sankt Moritz, in Svizzera, sulla pista Olympia Bobrun St. Moritz–Celerina, il tracciato naturale sul quale si svolsero le competizioni del bob e dello skeleton ai Giochi di Sankt Moritz 1928 e di Sankt Moritz 1948 e le rassegne continentali del 1968 e del 1972. La località elvetica ha quindi ospitato le competizioni europee per la terza volta nel bob a due uomini e nel bob a quattro.

## Risultati

### Bob a due uomini
La gara si è svolta il 21 e il 22 febbraio 1976 nell'arco di quattro manches.
| Pos. | Atleti                                | Nazione          | Tempo   | Distacco |
| ---- | ------------------------------------- | ---------------- | ------- | -------- |
|      | Erich Schärer Peter Schärer           | Svizzera-1       | 4:49.06 |          |
|      | Stefan Gaisreiter Donat Ertel         | Germania Ovest-2 | 4:51.47 | +2.41    |
|      | Fritz Lüdi Karl Häseli                | Svizzera-2       | 4:51.71 | +2.65    |
| 4    | Gaudenz Beeli Guido Casty             | Svizzera-4       | 4:52.27 | +3.21    |
| 5    | Meinhard Nehmer Bernhard Germeshausen | Germania Est-1   | 4:52.43 | +3.37    |
| 6    | Carl-Erik Eriksson Kenth Rönn         | Svezia-1         | 4:53.49 | +4.43    |
| 7    | Bernhard Lehmann Jochen Babock        | Germania Est-3   | 4:53.55 | +4.49    |
| ...  | ...                                   | ...              | ...     | ...      |
| 9    | Horst Schönau Raimund Bethge          | Germania Est-2   | 4:53.72 | +4.66    |
| ...  | ...                                   | ...              | ...     | ...      |

### Bob a quattro
La gara si è svolta il 28 e il 29 febbraio 1976 nell'arco di quattro manches.
| Pos. | Atleti                                                               | Nazione          | Tempo   | Distacco |
| ---- | -------------------------------------------------------------------- | ---------------- | ------- | -------- |
|      | Stefan Gaisreiter Hans Wagner Donat Ertel Walter Gillik              | Germania Ovest-2 | 4:42.54 |          |
|      | Wolfgang Zimmerer Peter Utzschneider Bodo Bittner Manfred Schumann   | Germania Ovest-1 | 4:42.72 | +0.18    |
|      | Erich Schärer Peter Schärer Werner Camichel Josef Benz               | Svizzera-2       | 4:42.79 | +0.25    |
| 4    | Meinhard Nehmer Jochen Babock Bernhard Germeshausen Bernhard Lehmann | Germania Est-1   | 4:43.61 | +1.07    |
| 5    | Giancarlo Torriani Angelo Federspiel Peter Casty Orlando Ponato      | Svizzera-4       | 4:43.67 | +1.13    |
| 6    | Fritz Lüdi Thomas Hagen Rudolf Schmid Karl Häseli                    | Svizzera-1       | 4:45.41 | +2.87    |
| ...  | ...                                                                  | ...              | ...     | ...      |

## Medagliere
| Pos.   | Paese          | Oro | Argento | Bronzo | Totale |
| ------ | -------------- | --- | ------- | ------ | ------ |
| 1      | Germania Ovest | 1   | 2       | 0      | 3      |
| 2      | Svizzera       | 1   | 0       | 2      | 3      |
| Totale | Totale         | 2   | 2       | 2      | 6      |